# San Isidro (district)
San Isidro is een van de 43 districten van de provincie Lima in Peru. De stad is officieel gesticht op 24 april 1931. San Isidro is in de laatste jaren een belangrijk financieel district geworden.

## Geografie
Het district heeft een totaal landoppervlakte van 9.78 km². Het administratieve centrum ligt 108 meter boven de zeespiegel.

### Grenzen
- Noorden: La Victoria, Lince en Jesús María
- Oosten: San Borja
- Zuiden: Miraflores en Serquillo
- Westen: Magdalena del Mar en de Grote Oceaan

Al meer dan vijftig jaar is de grens tussen San Isidro en Magdalena del Mar betwist.

## Demografie
Volgens een schatting in 2002 van de INEI had het district 68.438 inwoners en een bevolkingsdichtheid van 6166 inwoners/km². In 1999 waren er 20.598 huishoudens in het district.

## Trivia
- Er zijn 35 ambassades en consulaten in San Isidro. Deze zijn van: Australië, Bolivia, Chili, China, Colombia, Cuba, Dominicaanse Republiek, Ecuador, El Salvador, Finland, Frankrijk, Hongarije, Indonesië, Jamaica, Maleisië, Mexico, Marokko, Nieuw-Zeeland, Noord-Korea, Noorwegen, Oostenrijk, Panama, Portugal, Roemenië, Rusland, Servië, Slovenië, Slowakije, Spanje, Thailand, Tsjechië, Uruguay, Zuid-Afrika, Zweden en Zwitserland.
- Het hoogste gebouw van Peru, Hotel Westin Libertador, is gevestigd in dit district.
- De twee belangrijkste wegen van Lima kruisen elkaar in dit district.
- Met 21 banken en 50 kantoren is San Isidro het financiële centrum van Peru.